# Салют (готель, Київ)
«Салю́т» — тризірковий 7-поверховий готель у Києві за адресою вул. Івана Мазепи, 11Б на 88 номерів (80 одномісних і 8 двокімнатних «люксів»). Збудований у 1984 році архітектором Авраамом Мілецьким.

## Опис
Готель «Салют» розміщується на високому, укритому зеленню вікових дерев, пагорбі правобережжя річки Дніпро, в найпрестижнішому районі міста — Печерську, на площі «Слави» поруч з мальовничим парком і неподалік від знаменитої Києво-Печерської Лаври — унікального історико-архітектурного комплексу часів Київської Русі, який охороняється ЮНЕСКО.
У червні 2020 року Господарський суд Києва в межах справи  про банкрутство готелю Салют визнав вимоги низки кредиторів, зокрема вимоги НБУ на 4,2 млрд грн як забезпечені заставою майна боржника.

## Зображення

Вигляд збоку